# Dalí. La exposición en Potsdamer Platz
Dalí. La exposición en Potsdamer Platz es un museo dedicado a la figura de Salvador Dalí situado en la ciudad de Berlín, Alemania. Abrió al público el 5 de febrero de 2009, consolidándose como un museo permanente tras haberse realizado una exhibición itinerante por diversas ciudades de Alemania.
El museo tiene el lema «Come into my brain» que solía usar el pintor. En la entrada se puede observar un piano blanco que expulsa agua por un grifo, creando un charco alrededor, siguiendo la estética surrealista del museo.

## Colecciones
Este museo berlinés presenta una colección de 450 obras de Dalí reunidas de distintas colecciones privadas de todo el mundo. Entre las obras se encuentran dibujos, libros ilustrados, esculturas, reportajes y se reproducen secuencias de películas como Destino o Un perro andaluz.
Destacan del mismo modo las litografías a color de Don Quijote de la Mancha (1956), las xilografías de La Divina Comedia de Dante (1963) o los grabados de Tristán e Isolda (1970), ópera que amaba Dalí y que escuchó en su lecho de muerte.
El espacio cuenta con dos plantas.